# Schoonspringen op de Olympische Zomerspelen 2016 – driemeterplank mannen
Het schoonspringen voor mannen vanaf de driemeterplank op de Olympische Zomerspelen 2016 vond plaats op 15 en 16 augustus 2016. 29 schoonspringers gingen van start in de voorronde. 18 schoonspringers kwamen in actie in de halve finale, 12 van hen drongen door tot de finale. Regerend olympisch kampioen was de Rus Ilja Zacharov.

## Uitslag
| Rang   | Naam               | Land | Voorronde | Voorronde | Halve finale  | Halve finale  | Finale        | Finale        | Finale        | Finale        | Finale        | Finale        | Finale        | Finale        |
| Rang   | Naam               | Land | Punten    | Rang      | Punten        | Rang          | 1             | 2             | 3             | 4             | 5             | 6             | Punten        | Rang          |
| ------ | ------------------ | ---- | --------- | --------- | ------------- | ------------- | ------------- | ------------- | ------------- | ------------- | ------------- | ------------- | ------------- | ------------- |
| Goud   | Cao Yuan           | CHN  | 498.70    | 1         | 489.10        | 1             | 85.00         | 94.50         | 94.50         | 90.00         | 86.70         | 96.90         | 547.60        | 1             |
| Zilver | Jack Laugher       | GBR  | 439.95    | 7         | 389.40        | 12            | 81.60         | 91.00         | 90.10         | 76.05         | 96.90         | 88.20         | 523.85        | 2             |
| Brons  | Patrick Hausding   | GER  | 440.00    | 6         | 413.50        | 10            | 63.00         | 89.25         | 79.55         | 83.30         | 98.80         | 85.00         | 498.90        | 3             |
| 4      | Jevgeni Koeznetsov | RUS  | 449.90    | 4         | 468.35        | 3             | 81.60         | 76.50         | 68.25         | 90.00         | 70.00         | 95.00         | 481.35        | 4             |
| 5      | Kristian Ipsen     | USA  | 461.35    | 3         | 437.70        | 7             | 72.00         | 75.00         | 72.85         | 89.25         | 77.00         | 89.70         | 475.80        | 5             |
| 6      | Illja Kvasja       | UKR  | 398.20    | 15        | 430.05        | 8             | 74.10         | 79.05         | 82.25         | 93.10         | 66.00         | 83.30         | 475.10        | 6             |
| 7      | Rommel Pacheco     | MEX  | 488.25    | 2         | 469.70        | 2             | 45.90         | 58.50         | 86.70         | 79.20         | 84.00         | 96.90         | 451.20        | 7             |
| 8      | Oliver Dingley     | IRL  | 399.80    | 13        | 414.25        | 9             | 74.40         | 81.60         | 76.50         | 69.00         | 61.50         | 79.90         | 442.90        | 8             |
| 9      | Cesar Castro       | BRA  | 398.85    | 14        | 442.45        | 6             | 72.00         | 77.50         | 76.50         | 70.50         | 63.00         | 76.50         | 436.00        | 9             |
| 10     | Michael Hixon      | USA  | 421.60    | 10        | 467.25        | 4             | 60.00         | 81.60         | 85.75         | 77.00         | 62.70         | 64.60         | 431.65        | 10            |
| 11     | Philippe Gagne     | CAN  | 400.75    | 12        | 445.40        | 5             | 72.00         | 63.55         | 73.10         | 71.40         | 64.75         | 80.50         | 425.30        | 11            |
| 12     | Sebastian Morales  | COL  | 447.05    | 5         | 406.55        | 11            | 65.10         | 76.50         | 42.00         | 34.20         | 70.20         | 76.50         | 364.50        | 12            |
| 13     | Michele Benedetti  | ITA  | 390.85    | 17        | 387.30        | 13            | Uitgeschakeld | Uitgeschakeld | Uitgeschakeld | Uitgeschakeld | Uitgeschakeld | Uitgeschakeld | Uitgeschakeld | Uitgeschakeld |
| 14     | Yona Knight-Wisdom | JAM  | 416.55    | 11        | 381.40        | 14            | Uitgeschakeld | Uitgeschakeld | Uitgeschakeld | Uitgeschakeld | Uitgeschakeld | Uitgeschakeld | Uitgeschakeld | Uitgeschakeld |
| 15     | Grant Nel          | AUS  | 395.05    | 16        | 368.35        | 15            | Uitgeschakeld | Uitgeschakeld | Uitgeschakeld | Uitgeschakeld | Uitgeschakeld | Uitgeschakeld | Uitgeschakeld | Uitgeschakeld |
| 16     | Rodrigo Diego      | MEX  | 430.70    | 8         | 356.05        | 16            | Uitgeschakeld | Uitgeschakeld | Uitgeschakeld | Uitgeschakeld | Uitgeschakeld | Uitgeschakeld | Uitgeschakeld | Uitgeschakeld |
| 17     | Stephan Feck       | GER  | 423.50    | 9         | 354.20        | 17            | Uitgeschakeld | Uitgeschakeld | Uitgeschakeld | Uitgeschakeld | Uitgeschakeld | Uitgeschakeld | Uitgeschakeld | Uitgeschakeld |
| 18     | Ilja Zacharov      | RUS  | 389.90    | 18        | 345.60        | 18            | Uitgeschakeld | Uitgeschakeld | Uitgeschakeld | Uitgeschakeld | Uitgeschakeld | Uitgeschakeld | Uitgeschakeld | Uitgeschakeld |
| 19     | Freddie Woodward   | GBR  | 388.15    | 19        | Uitgeschakeld | Uitgeschakeld | Uitgeschakeld | Uitgeschakeld | Uitgeschakeld | Uitgeschakeld | Uitgeschakeld | Uitgeschakeld | Uitgeschakeld | Uitgeschakeld |
| 20     | Ken Terauchi       | JPN  | 380.85    | 20        | Uitgeschakeld | Uitgeschakeld | Uitgeschakeld | Uitgeschakeld | Uitgeschakeld | Uitgeschakeld | Uitgeschakeld | Uitgeschakeld | Uitgeschakeld | Uitgeschakeld |
| 21     | He Chao            | CHN  | 380.35    | 21        | Uitgeschakeld | Uitgeschakeld | Uitgeschakeld | Uitgeschakeld | Uitgeschakeld | Uitgeschakeld | Uitgeschakeld | Uitgeschakeld | Uitgeschakeld | Uitgeschakeld |
| 22     | Sho Sakai          | JPN  | 373.70    | 22        | Uitgeschakeld | Uitgeschakeld | Uitgeschakeld | Uitgeschakeld | Uitgeschakeld | Uitgeschakeld | Uitgeschakeld | Uitgeschakeld | Uitgeschakeld | Uitgeschakeld |
| 23     | Matthieu Rosset    | FRA  | 373.40    | 23        | Uitgeschakeld | Uitgeschakeld | Uitgeschakeld | Uitgeschakeld | Uitgeschakeld | Uitgeschakeld | Uitgeschakeld | Uitgeschakeld | Uitgeschakeld | Uitgeschakeld |
| 24     | Woo Ha-ram         | KOR  | 364.10    | 24        | Uitgeschakeld | Uitgeschakeld | Uitgeschakeld | Uitgeschakeld | Uitgeschakeld | Uitgeschakeld | Uitgeschakeld | Uitgeschakeld | Uitgeschakeld | Uitgeschakeld |
| 25     | Youssef Selim      | EGY  | 360.95    | 25        | Uitgeschakeld | Uitgeschakeld | Uitgeschakeld | Uitgeschakeld | Uitgeschakeld | Uitgeschakeld | Uitgeschakeld | Uitgeschakeld | Uitgeschakeld | Uitgeschakeld |
| 26     | Kevin Chávez       | AUS  | 356.55    | 26        | Uitgeschakeld | Uitgeschakeld | Uitgeschakeld | Uitgeschakeld | Uitgeschakeld | Uitgeschakeld | Uitgeschakeld | Uitgeschakeld | Uitgeschakeld | Uitgeschakeld |
| 27     | Constantin Blaha   | AUT  | 351.95    | 27        | Uitgeschakeld | Uitgeschakeld | Uitgeschakeld | Uitgeschakeld | Uitgeschakeld | Uitgeschakeld | Uitgeschakeld | Uitgeschakeld | Uitgeschakeld | Uitgeschakeld |
| 28     | Andrea Chiarabini  | ITA  | 350.40    | 28        | Uitgeschakeld | Uitgeschakeld | Uitgeschakeld | Uitgeschakeld | Uitgeschakeld | Uitgeschakeld | Uitgeschakeld | Uitgeschakeld | Uitgeschakeld | Uitgeschakeld |
| 29     | Ahmad Amsyar Azman | MAS  | 341.70    | 29        | Uitgeschakeld | Uitgeschakeld | Uitgeschakeld | Uitgeschakeld | Uitgeschakeld | Uitgeschakeld | Uitgeschakeld | Uitgeschakeld | Uitgeschakeld | Uitgeschakeld |